# Brinke Stevens
Brinke Stevens (San Diego, 20 de septiembre de 1954) es una actriz estadounidense, reconocida principalmente por aparecer en películas de terror como The Slumber Party Massacre (1982), Sorority Babes in the Slimeball Bowl-O-Rama (1988), Nightmare Sisters (1988), Grandmother's House (1988) y Mommy (1995). Ha coescrito además algunas películas, incluyendo la comedia de terror Teenage Exorcist (1991).

## Filmografía

### Cine y televisión
| Año  | Título                                                           | Papel                   | Notas             |
| ---- | ---------------------------------------------------------------- | ----------------------- | ----------------- |
| 1972 | Necromancy                                                       | Berinka Stevens         |                   |
| 1982 | The Slumber Party Massacre                                       | Linda Dawn Grant        |                   |
| 1983 | The Man Who Wasn't There                                         | Nymphette               |                   |
| 1983 | Sole Survivor                                                    | Jennifer                |                   |
| 1984 | Body Double                                                      | Mujer en el baño        |                   |
| 1984 | The Forgotten Ones                                               | Mistress                |                   |
| 1985 | 24 Hours to Midnight                                             | Devon Grady             | Voz               |
| 1987 | Slave Girls from Beyond Infinity                                 | Shala                   |                   |
| 1988 | Sorority Babes in the Slimeball Bowl-O-Rama                      | Taffy                   |                   |
| 1988 | Nightmare Sisters                                                | Marci                   |                   |
| 1988 | Grandmother's House                                              | Mujer                   |                   |
| 1988 | Warlords                                                         | Esposa de Dow           |                   |
| 1989 | The Jigsaw Murders                                               | Estríper                |                   |
| 1989 | Transylvania Twist                                               | Berry Lou               |                   |
| 1990 | Chinatown Connection                                             | Missy                   |                   |
| 1990 | Spirits                                                          | Amy Goldwyn             |                   |
| 1990 | Bad Girls from Mars                                              | Myra                    |                   |
| 1991 | My Lovely Monster                                                | Invitada a la fiesta    |                   |
| 1991 | Shadows in the City                                              | Adivina                 |                   |
| 1991 | Scream Queen Hot Tub Party                                       | Ella misma              |                   |
| 1992 | Roots of Evil                                                    | Candy                   |                   |
| 1991 | Teenage Exorcist                                                 | Diane                   | También guionista |
| 1992 | Munchie                                                          | Miembro de la banda     |                   |
| 1993 | Acting on Impulse                                                | Mesera                  | Telefilme         |
| 1995 | Droid Gunner                                                     | Kitten                  |                   |
| 1995 | Jack-O                                                           | Bruja                   |                   |
| 1995 | Mommy                                                            | Beth                    |                   |
| 1996 | Masseuse                                                         | Gerente del hotel       |                   |
| 1996 | Over the Wire                                                    | Jenny                   |                   |
| 1996 | Theater Dark Video Magazine                                      | Invitada                | Telefilme         |
| 1996 | Repligator                                                       | Dra. Goodbody           |                   |
| 1997 | Mommy 2: Mommy's Day                                             | Beth Conway             |                   |
| 1998 | Illicit Dreams 2                                                 | Dianne                  |                   |
| 2000 | Sideshow                                                         | Madame Volosca          |                   |
| 2000 | Submerged                                                        | Mujer en el bar         |                   |
| 2000 | Blood on the Backlot                                             | Sabrina Morgan          | Corto             |
| 2001 | Victoria's Shadow                                                | Victoria                |                   |
| 2001 | Eyes Are Upon You                                                | Amanda                  |                   |
| 2001 | Real Time: Siege at Lucas Street Market                          | Janet                   |                   |
| 2002 | The Frightening                                                  | Sra. Peterson           |                   |
| 2002 | The Bad Father                                                   | Shady                   | Corto             |
| 2002 | Bleed                                                            | Madre                   |                   |
| 2003 | Cheerleader Massacre                                             | Linda Dawn Grant        |                   |
| 2003 | Deadly Stingers                                                  | Helen                   |                   |
| 2004 | Something to Scream About                                        | Ella misma              |                   |
| 2004 | Dead Clowns                                                      | Lilian                  |                   |
| 2004 | Tele-Zombie                                                      | Wednesday Toogood       |                   |
| 2005 | October Moon                                                     | Nancy                   |                   |
| 2006 | Speedbag                                                         | Profesora               |                   |
| 2006 | Revenge Live                                                     | Sra. Norris             |                   |
| 2007 | The Two Sisters                                                  | Renee Davis             |                   |
| 2007 | Head Case                                                        | Julie                   |                   |
| 2007 | Sigma Die!                                                       | Sra. Angleman           |                   |
| 2008 | Her Morbid Desires                                               | Brinke                  |                   |
| 2008 | October Moon 2: November Son                                     | Nancy                   |                   |
| 2008 | Bryan Loves You                                                  | Enfermera               |                   |
| 2009 | Blood Siblings                                                   | Tía Molly               |                   |
| 2009 | The Ritual                                                       | Molly                   |                   |
| 2009 | Demon Divas and the Lanes of Damnation                           | Morgan/Morrigan         |                   |
| 2009 | Caesar and Otto's Summer Camp Massacre                           | Sashi                   |                   |
| 2009 | George's Intervention                                            | Judy                    |                   |
| 2009 | It Came From Trafalgar                                           | Descenda Lou            |                   |
| 2010 | Post-Mortem                                                      | Julie                   |                   |
| 2010 | Psychosomatika                                                   | Dra. Klopek             |                   |
| 2010 | Bloodstruck                                                      | Psiquiatra              |                   |
| 2011 | Screaming in High Heels: The Rise & Fall of the Scream Queen Era | Ella misma              | Documental        |
| 2011 | Shy of Normal: Tales of New Life Experiences                     | Vinnie Judith Rosenberg |                   |
| 2011 | The Greatest Women of Horror and Sci Fi                          | Ella misma              | Documental        |
| 2011 | Bleed 4 Me                                                       | Lady Jasmine            |                   |
| 2011 | Bloody Mary 3D                                                   | Madre de Elle           | Voz               |
| 2011 | JustUs                                                           | Sheryl Black            | Voz               |
| 2012 | The Summer Of Massacre                                           | Sra. Williams           |                   |
| 2012 | No Strings 2: Playtime in Hell                                   | Hermana                 |                   |
| 2012 | Caesar and Otto's Deadly Christmas                               | Sashi                   |                   |
| 2012 | Jonah Lives                                                      | Zora                    |                   |
| 2013 | Axeman at Cutter's Creek                                         | Charlene Wopuzer        |                   |
| 2013 | The Trouble with Barry                                           | Brinke                  |                   |
| 2013 | Die Sister, Die!                                                 | Amanda Price            |                   |
| 2013 | Head Cases: Serial Killers in the Delaware Valley                | Julie Quinn             |                   |
| 2013 | Lizzie Borden's Revenge                                          | Abby Borden             |                   |
| 2014 | Safe Inside                                                      | Betsy Kane              |                   |
| 2014 | Disciples                                                        | Tatiana                 |                   |
| 2014 | 3 Scream Queens                                                  | Ellen                   |                   |
| 2015 | Terror Toons 3                                                   | Pandora                 |                   |
| 2015 | Caesar and Otto's Paranormal Halloween                           | Sashi                   |                   |
| 2015 | Adam K                                                           | Sra. Kraul              |                   |
| 2015 | Night of Something Strange                                       | Profesora               |                   |
| 2015 | Ripped to Shreds                                                 | Ama de casa             |                   |
| 2017 | Death House                                                      | Empleada                |                   |
| 2020 | Arachnado                                                        |                         |                   |